# William Hewson
William Hewson (Hexham, 14 de novembro de 1739 — 1 de maio de 1774) foi um cirurgião, anatomista e fisiologista inglês.
É algumas vezes referenciado como o "pai da hematologia".

## Biografia
Nascido em Hexham, Northumberland, Hewson estudou inicialmente em 1753 na Newcastle Infirmary em Newcastle upon Tyne (que tornaria-se depois a Royal Victoria Infirmary) sob a direção de seu fundador Richard Lambert e bem mais tarde, no inverno de 1761/1762 em Edimburgo onde foi aluno e depois assistente de William Hunter. Foi eleito membro da Royal Society em 1770, sendo laureado com a Medalha Copley em 1769.